# Batrachedra mylephata
Batrachedra mylephata là một loài bướm đêm thuộc họ Blastobasidae. Nó được tìm thấy ở Úc.